# Kaska-Harajaure
Kaska-Harajaure är en sjö i Jokkmokks kommun i Lappland och ingår i Luleälvens huvudavrinningsområde.